# شون لوي (لاعب كرة قاعدة)
شون لوي (بالإنجليزية: Sean Lowe)‏ هو لاعب كرة قاعدة أمريكي، ولد في 29 مارس 1971 في دالاس في الولايات المتحدة.

## وصلات خارجية
- شون لوي على موقع دوري كرة القاعدة الرئيسي (الإنجليزية)
- شون لوي على موقعبيزبول رفرنس.كوم (الدوري الرئيسي) (الإنجليزية)
- شون لوي على موقعبيزبول رفرنس.كوم (الدوري الثانوي) (الإنجليزية)
- شون لوي على موقع إي إس بي إن.كوم (أم.أل.بي) (الإنجليزية)
- شون لوي على موقع مشجعي الرسوم البيانية (الإنجليزية)